# Бойко, Максим Владимирович
Максим Владимирович Бойко (род. 30 августа 1959 года, Москва) — российский экономист, предприниматель.
Действительный государственный советник Российской Федерации 1-го класса (с 3 декабря 1996 г.).

## Биография
Правнук Соломона Абрамовича Лозовского. Отец М. В. Бойко, Владимир Михайлович Шамберг (1926—2014), — доктор экономических наук, был женат первым браком на дочери члена Политбюро ЦК ВКП(б) Г. М. Маленкова Воле, брак был расторгнут в 1949 году по инициативе Воли. Мать — кандидат наук, преподавала в МГУ. По состоянию на 1997 год родители жили в США, где имели вид на жительство, отец читал лекции в университетах.
В начале 1970-х гг. выехал с родителями из СССР, до 16 лет жил в США, затем возвратился в Советский Союз.
Окончил МФТИ (1982) по специальности «прикладная математика», инженер-физик. Окончил очную аспирантуру МФТИ, диссертацию «Цикличное движение жилищного строительства и рынок ссудного капитала в США» защищал в ИМЭМО, кандидат экономических наук (1985).
Прошел стажировку в Национальном бюро экономических исследований США. В 1985—1991 годах научный сотрудник, начальник отдела ИМЭМО.
В 1992 году вошёл в состав рабочей группы консультантов Госкомимущества, где сблизился с Анатолием Чубайсом: советник, затем главный экономический советник в группе консультантов Государственного комитета РФ по управлению государственным имуществом (1992—1995) (председатель А. Б. Чубайс). Принимал участие в разработке программы чековой приватизации.
После назначения А. Чубайса первым вице-премьером становится его замом-ответсекретарем в комиссии по экономической реформе: заместитель председателя — ответственный секретарь Комиссии Правительства РФ по экономической реформе (1995—1996). Генеральный директор Российского центра приватизации (1993—1996).
Заместитель руководителя Администрации Президента РФ (с 01.08.1996 г. по 13.08.1997 г.) по взаимодействию с политическими партиями, общественными организациями, вопросам средств массовой информации. Являлся также председателем Совета по делам инвалидов при Президенте РФ (1996—1997). Был членом Временной чрезвычайной комиссии при Президенте РФ по укреплению налоговой и бюджетной дисциплины.
Член Совета директоров ЗАО «Общественное российское телевидение» (1996—1997), председатель Коллегии представителей государства в ЗАО ОРТ в 1997.
12 мая 1997 г. был назначен членом Комиссии Правительства РФ по экономической реформе. 29 мая 1997 г. Указом Президента РФ был назначен секретарем Совета по местному самоуправлению в Российской Федерации (председатель Б. Ельцин).
Заместитель председателя Правительства РФ — председатель Государственного комитета по управлению государственным имуществом с 13 августа по 2 октября 1997 года. 19 сентября вошел в состав Межведомственной комиссии Совета безопасности РФ по экономической безопасности. В октябре 1997 года Государственный комитет был преобразован в Министерство государственного имущества и Бойко занял пост Заместителя председателя Правительства РФ — Министра государственного имущества (с 02.10.1997 г. по 15.11.1997 г.).
15 ноября 1997 года в связи со скандалом вокруг гонораров за книгу «История приватизации в России» («Дело писателей»), вынужден был подать в отставку, его преемником на посту министра государственного имущества стал Фарит Газизуллин.
В 1997 г. являлся также секретарем Совета по местному самоуправлению в РФ, членом правительственных комиссий по экономической реформе и по оперативным вопросам, членом межведомственной комиссии по экономической безопасности.
С декабря 1997 г. генеральный директор рекламной группы АО «Группа компаний „Видео Интернешнл“». Член совета директоров Российской экономической школы, до июля 2015 был председателем совета директоров.
Награждён медалью ордена «За заслуги перед Отечеством» II степени (1995).

## Взгляды
Мне всегда было очень обидно, что в нашей великой стране граждане столь бедны и несвободны. И я давно уверовал, что изменить унизительное положение людей можно изменением всей системы государства: путём кардинальных экономических реформ и демократических преобразований— 

## Сочинения
- Boycko Maxim, Shleifer Andrei, Robert W. Vishny[англ.]. Privatizing Russia. — Cambridge, MA: MIT Press, 1995. — ISBN 0-262-02389-X.
- Приватизация по-российски / коллектив авторов: М. Бойко, Д. Васильев, А. Евстафьев, А. Казаков, А. Кох, П. Мостовой, А. Чубайс / Под. ред. А. Чубайса. — М.: Вагриус, 1999. — 366 с.
- Maxim Boycko, Robert J. Shiller. "Popular Attitudes toward Markets and Democracy: Russia and United States Compared 25 Years Later, " American Economic Review, American Economic Association, vol. 106(5), 2016, pages 224—229, May.